# کاتارسیس
کاتارسیس یک واژه یونانی به معنای تطهیر، تزکیه و تخلیص است که بعدها به یک واژه علمی برای محققان تبدیل شده است. این واژه از کلمه یونانی کاتارین به معنی «پاک کردن» گرفته شده و در ادامه تطورش از حوزه مذهب، پزشکی و دیگر سنت‌های عالمانه یونانی به مباحث معاصر راه یافته است. فرهنگستان زبان و ادب فارسی «روان‌پالایی» را به ازای آن تصویب کرده است.

## تعریف‌ارسطو

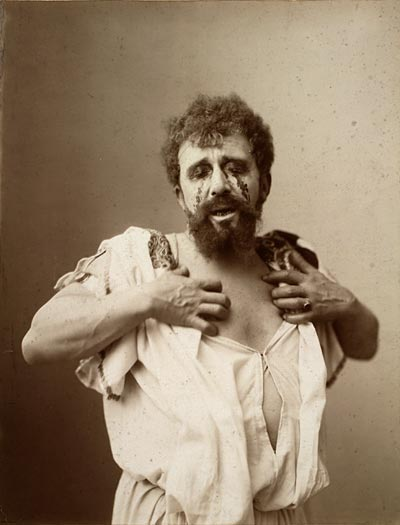
اودیپوس شهریار

- کاتارسیس عبارت است از «پایان بخشیدن» به نیروهای عاطفی نمایش‌نامه، مثلاً در نمایش‌نامه‌ای تراژیک، کاتارسیس پایان‌یابی ترس است و بهبود ترحم.[۲] این نیروهای عاطفی قبل از آن‌که در تماشاگر مؤثر افتند، باید در نمایش‌نامه وجود داشته باشند؛ و وقتی این عواطف یا هر آن عاطفه‌ای که نمایش‌نامه خود به منزلهٔ نیرو از آن برخوردار است در نمایش‌نامه به پایان رسید، پس در تماشاگر نیز به پایان رسیده است.[۳]
- کاتارسیس را ارسطو یکی از نتایج لذت بردن از اثر هنری می‌داند و عمدتاً آن را در تراژدی مطرح می‌کند. سراینده تراژدی واقعه‌ای را از زندگی قشرها نیک جامعه که دستخوش اشتباه شده‌اند به تصویر می‌کشد که برای اشتباهی که دامنگیرشان شده کفاره‌ای بیش از آنچه که مستوجب آن بوده‌اند پرداخته‌اند. کاتارسیس در اینجا معنا پیدا می‌کند؛ مخاطب تراژدی از یک سو دچار ترس از گیر افتادن در موقعیت مشابه قهرمان تراژدی می‌شود و از سوی دیگر با او احساس همدردی می‌کند. از ترکیب ترس و شفقت، تزکیه یا پالایش اتفاق می‌افتد. کاتارسیس فرایندی است که طی آن عناصر چهارگانه طبع انسان؛ بلغم، سودا، صفرا و خون که در اثر به هم خوردن آن‌ها انسان خطا می‌کند، به حالت اول خود بازمی‌گردند. ارسطو این کاتارسیس را در هنر جستجو می‌کند.[۴]
- از دوران رنسانس تاکنون تعبیرات مختلفی از مفهوم کاتارسیس ارسطویی ارائه شده که آن‌ها را می‌توان به‌طور کلی به دو دسته تقسیم نمود: یکی آن‌هایی که مفهوم یونانی را به تزکیه، پاک کردن، تصفی، تطهیر و تنقیه کردن ترجمه نموده و بیشتر از آن مفهومی پزشکی تعبیر نموده‌اند و دیگری دسته‌ای که آن را وسیله‌ای برای پالایش همه حواس و از جمله شفقت و هراس به‌شمار آورده‌اند.

## تفسیربرشتاز کاتارسیس
آنچه در نظر ما اهمیت اجتماعی بسیار دارد هدفی است که ارسطو برای تراژدی معین می‌کند؛ یعنی تزکیه، که عبارت باشد از منزه کردن تماشاگران به وسیلهٔ تقلید اعمالی که ترس و ترحم برمی‌انگیزد. این تزکیه بر اساس عمل روانی خاصی انجام می‌گیرد: بر اساس استغراق تماشاگر در اشخاصی که رفتارشان توسط بازیگران تقلید می‌شود.

## نیچه و مفهوم کاتارسیس
کاتارسیس در نزد نیچه، همان یافتن نسبت حضوری انسان با عالم هستی از طریق موسیقی است که به هنگام غفلت از خود و فراموشی اصل فردیت و در حالت وجد و جذبه و سرور تجلی می‌یابد. لذت تراژیک، در خلسهٔ دیونوسوسی آن نهفته است. با تراژدی، جذبه و خلسهٔ باطنی بر عقل و اخلاق چیره می‌شود.نیچه کاتارسیس را استغراق ناگزیر در درون هر شادی و رنجی که حیات به ما عرضه می‌کند و بصیرت همراه با آرامشی که نتیجهٔ چنین تسلیم نفسی است می‌داند.
دیدگاه میلتن: میلتن این مفهوم را پالایش تراژیکی مبتنی بر اصل معالجهٔ به مثل تعبیر می‌کند.
دیدگاه وردزورث: وردزورث توجه را از شعر دراماتیکی به شعر غنایی منعطف و تعبیری انسان‌دوستانه ارائه می‌کند، بدین معنا که خوانندگان خاضع می‌شوند و فضایل انسانی کسب می‌کنند، از تعصب و کوردلی مولود از تفاخر و تظاهر پاک می‌شوند تا بتوانند به آفاق روحانی پر کشند.